# Контрафагот
Контрафаго́т (неверно: контрфагот; итал. controfagotto, фр. contrebasson, нем. Kontrafagott, англ. contrabassoon) — деревянный духовой музыкальный инструмент, разновидность фагота, инструмент такого же типа и устройства, но с вдвое бо́льшим столбом заключённого в нём воздуха, отчего звучит на октаву ниже фагота. Единственная разновидность фагота, утвердившаяся в современном симфоническом оркестре.
Диапазон по действительному звучанию — от B0 (си-бемоль субконтроктавы), реже A0 до g (соль малой октавы); ноты пишутся в басовом ключе на октаву выше действительного звучания. Тембр — как у фагота, но более мрачный, в верхнем регистре — несколько гнусавый и сдавленный. Контрафагот был сконструирован в конце XVII — начале XVIII века (самый ранний из сохранившихся инструментов датируется 1714 годом) и усовершенствован в XIX веке, когда стал часто применяться в симфоническом оркестре в дополнение к двум или трём фаготам. Гектор Берлиоз писал о возможностях контрафагота: «Hет надoбности дoбавлять, чтo этoт чрезвычайно неповоротливый инструмент пригоден лишь для бoльших гармонических эффектов и для басoвыx гoлoсoв в умеренном движении. Бетхoвен применил его в финале своей Симфонии до минор и в финале Симфонии с хорами».
Контрафагот является самым низким (наряду с контрабасовым кларнетом и субконтрабасовым саксофоном) по звучанию инструментом группы деревянных духовых и исполняет в ней контрабасовый голос. В симфонической партитуре партия контрафагота пишется под партией фаготов, над партиями валторн.
Впервые к контрафаготу обратились Гендель в «Музыке фейерверка», Й. Гайдн в оратории и Л. ван Бетховен в опере «Фиделио» и в 5-й и 9-й симфониях.
Самые известные примеры использования контрафагота в русской музыке это опера «Руслан и Людмила» М. И. Глинки и «Сказание о невидимом граде Китеже и деве Февронии» Н. А. Римского-Корсакова.

## Известные исполнители
- Контрафагот ресурсах Интернета. Архивировано из оригинала 25 июля 2011 года.